# متلازمة كروزن
متلازمة كروزون: (بالإنجليزية: Crouzon Syndrome) هي اضطراب وراثي جسدي سائد يعرف باسم متلازمة القوس الخيشومي. بالأخص، هذه المتلازمة تؤثر على القوس الخيشومي الأول (أو البلعوم)، الذي يوجد في مقدمة الفك العلوي والفك السفلي. وبما أن الأقواس الخيشومية هي معلم نمو هام في عملية نمو الجنين، فإن أي اضطرابات في تطورها لها تأثيرات واسعة النطاق ودائمة.
يسمى هذا الالتهاب هكذا نسبة إلى أوكتاف كروزون،الطبيب الفرنسي الذي وصف لأول مرة هذا الاضطراب. وأشار إلى أن المرضى المصابين كانوا أم وابنتها، مما يعني أن الأساس جيني. أو لمن دعا «خَلَلُ التَّعَظُّمِ القِحْفِيِّ الوَجْهِيّ»، وتتميز بالعديد من المظاهر السريرية. سبب هذه المتلازمة هو طفرة في عامل نمو مستقبلات الخلايا الليفية II، وتقع على الكروموسوم 10.
اضطراب وراثي نادر سببه خلل في الجين FGFR2 gene المسئول عن إعطاء الأوامر لصنع البروتين المسمى، 2 والذي يلعب دور مهم في النضج العظمي وخصوصا أثناء تطور الجنين، وتسبب زيادة التنبيه الاندماج المبكر لعظام الجمجمة.
الاسم يشير إلى «القحفي» في الجمجمة والوجه، و«خلل التعظم» يشير إلى تشوه العظام.
تعرف الآن باسم متلازمة كروزون، ويمكن وصف هذا المرض عن طريق معاني أولية لإسمه السابق. ما يحدث في هذا المرض هو أن الجمجمة وعظام وجه الرضيع خلال عملية النمو تندمج في وقت مبكر أو تكون غير قادرة على التوسع. وبالتالي، لا يمكن أن يحدث نمو العظام طبيعيا. مزج الدروز الجمجمية يؤدي إلى أنماط مختلفة من نمو الجمجمة. ومن الأمثلة على ذلك: مثلثية الرأس (التحام الدرز جبهي)، قصر الرأس (التحام الدرز الإكليلي)، تطاول الرأس (التحام الدرز السهمي)، رأس وارِب (الإغلاق المبكر من جانب واحد لامي والغرز الاكليلية)، تسنم الرأس (مزيج من خيوط الإكليلية واللامي السفلي)، جمجمة كورقة البرسيم (الإغلاق المبكر من جميع الغرز).

## علامات وأعراض
ونتيجة للتغييرات على نمو الجنين، فإن الأعراض واضحة جدا، لا سيما في وجهه. الآذان منخفضة المستوى هي سمة نموذجية، كما هو الحال في كل من الاضطرابات التي تسمى متلازمة القوس خيشومي. والسبب في ذلك الشذوذ هو أن الآذان لدى الجنين هي أقل مستوى بكثير من الكبار. خلال التطور الطبيعي، الآذان تنتقل بشكل تصاعدي على الرأس. ومع ذلك، في المرضى الذين يعانون كروزون، لا يحدث هذا. تشوهات قناة الأذن شائعة للغاية، مما يؤدي عادة إلى فقدان السمع. في الحالات الشديدة بشكل خاص، قد يحدث مرض منيير.
من أبرز سمات متلازمة كروزون هي تعظم الدروز الباكر، كما هو موضح أعلاه؛ ومع ذلك فإنه يظهر قصر الرأس مما أدى إلى ظهور الرأس القصير الواسع. جحوظ (انتفاخ العينين بسبب تجويف العين الضحلة بعد الانصهار من العظام المحيطة في وقت مبكر)، فرطا تباعد (أكبر من المسافة العادية بين العينين)، وببغائي (أنف شبيه بالمنقار) هي أيضا من الأعراض. بالإضافة إلى ذلك، الحول الخارجي شائع، على عكس العين في متلازمة داون. وأخيرا، نقص التسنج في الفك العلوي (نمو غير كافل midface) يؤدي إلى فقم الفك السفلي (يظهر الذقن بارز على الرغم من النمو الطبيعي للفك) ويعطي تأثير بأن المريض لديه وجه مقعر. ويرتبط متلازمة كروزون أيضا مع القناة الشريانية السالكة (PDA) وتضيق الأبهر.
لأسباب غير واضحة تماما، يكون معظم المرضى كروزون أيضا العضد وعظام الفخذ أقصر نسبة للعامة. وهنا كنسبة صغيرة من المرضى كروزون أيضا ما يسمى «النوع الثاني» متلازمة كروزون، تتميز بارتفاق الأصابع الجزئي.
تنقسم الأعراض إلى جزئين:
وتنقسم إلى قسمين وهي:
1- أعراض جسمانية:
- تثلث الرأس Trigocephally نتيجة التحام الدرز الجبهي
- قصر الرأس brachycephaly نتيجة التحام الدرز التاجي
- استطالة في الرأس dolichocephaly نتيجة التحام الدرز السهمي
- تشوه الجمجمة الانحرافي plagiocephaly نتيجة التحام الدرز التاجي واللامي في طرف واحد
- تأنف الرأس oxycephaly نتيجة التحام الدرز التاجي والدرز السهمي
- تشوهات في العين مثل: جحوظ العين، صغر حجم تجويف العين، انسدال الجفن، رأرأة العينيين، حول.
- أنف صغير معقوف.
- بروز الفك السفلي مع صغر الفك العلوي
- حنك ضيق وعالي
- الشفة الأرنبة وشق الحنك
- تراكم الأسنان العلوية على بعضها
- ضخامة ولادية في العظم الوتدي

2- أعراض مرضية:
- صداع، نتيجة ارتفاع ضغط السائل الدماغي
- مشاكل في الرؤية، نتيجة تأثر القرنية لعدم انغلاق العين
- ضمور بصري
- مشاكل سمعية، نتيجة ضعف السمع التوصيلي
- مشاكل تنفسية، نتيجة صغر حجم الأنف والمجرى التنفسي
- وجود تشنج
- علامات وجود التحام في الفقرات، خاصة الفقرات العنقية.

## الأسباب
السبب المباشر للأصابة بمتلازمة كروزون غير معروفة إلى الآن ولكن الأسباب المكتشفة حاليا هي:
- طفرة وراثية حيث ينتقل عن طريق الوراثة الجسمية السائدة.

## التشخيص
تشخيص متلازمة كروزون يحدث عند الولادة عن طريق تقييم العلامات والأعراض من الأطفال. القيام بالمزيد من التحاليل، بما في ذلك الأشعة والتصوير بالرنين المغناطيسي (MRI) المسح الضوئي والاختبارات الجينية، والأشعة السينية والأشعة المقطعية تستخدم لتأكيد تشخيص متلازمة كروزون.

## العلاج

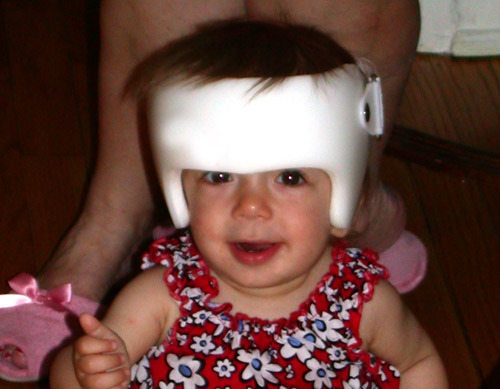
طفل مصاب بمتلازمة كروزون يرتد يعصابة الجمجمة التصحيحية.

وعادة يستخدم عملية جراحية لمنع إغلاق غرز الجمجمة بسبب إتلاف تطور الدماغ. من دون جراحة، قد يحصل عمى وتخلف عقلي. جراحة الوجه هو فرع من الجراحة التجميلية وجراحة الفم والوجه والفكين (OMS). لتحريك المدارات إلى الأمام، يقوم الجراحون بفتح الجمجمة والمدارات وإعادة تشكيل العظام. لعلاج نقص midface، يمكن للجراحين تحريك تجويف العين والعظام الوسطى للوجه للامام. لجراحة الفك، إما ينفذها جراحي التجميل أو (OMFS) جراحي الفم والوجه والفكين. مرضى كروزون عادة لديهم درز متعددة، تعظم الدروز الباكر التاجي الثنائي على وجه التحديد، و (إذا كان الطفل دون سن 6 أشهر) يمكن القيام بجراحة قبو مفتوحة أو قطع القحاف، ويلبس خوذة لعدة أشهر بعد الجراحة. إذا تم علاج أعراض قبو الجمجمة لمرة واحدة، فإنهم يعيشون عمر طبيعي.

## علم الأوبئة
يقدر معدل انتشار متلازمة كروزون حاليا 1.6 من بين كل 100,000 شخص  وهنا كتكرار أكبر في الأسر التي لديه تاريخ من الفوضى، ولكن هذا لا يعني أن كل فرد في الأسرة يتأثر (على النحو المشار إليه أعلاه).

## أهمية الأسنان
لأطباء الأسنان دور مهم لإن العديد من التشوهات الجسدية موجودة في الرأس، وخصوصا تجويف الفم. السمات المشتركة هي تضييق وارتفاع مقوس الحنك، متصالب ثنائي خلفي، نقص الأسنان (يفتقد بعض الأسنان)، وكثرة الأسنان. بسبب نقص تنسج الفك العلوي، ولديهم underbite دائم وكبير وبالتالي لا يمكن مضغه باستخدام القواطع. لهذا السبب، الناس الذين يعانون من متلازمة كروزونيتن أو لون الطعام بطريقة غريبة، كأكل فخدة الدجاج بالشوكة أو كسر قطع من شطيرة بدلا من أخذ لقمة.

## وصلات خارجية
- GeneReviews/NIH/NCBI/UW entry on FGFR-Related Craniosynostosis Syndromes
- Crouzon Syndrome نسخة محفوظة 6 سبتمبر 2015 على موقع واي باك مشين. - أبوت.كوم
- Crouzon Syndrome - Seattle Children's Hospital Craniofacial Center
- cleftAdvocate - Non-profit support organization for all craniofacial conditions; on-line and in-person family support, insurance and advocacy assistance, and more.
- General Information at hopkinsmedicine.org
- متلازمة أبير
- http://ghr.nlm.nih.gov/condition/crouzon-syndrome متلازمة كروزون